# اتحادیه بلیادنجه
اتحادیه بلیادنجه (به لاتین: Baliadanga Union) یک منطقهٔ مسکونی در بنگلادش است که در Batiaghata Upazila واقع شده‌است.